# Коссут (округ)
Коссу́т (англ. Kossuth County) — округ в США, штате Айова. На 2000 год численность населения составляла 17 163 человек. По оценке бюро переписи населения США в 2009 году население округа составляло 15 154 человек. Окружным центром является город Алгона.

## История
Округ Коссут был сформирован 15 января 1851 года.

## География
Согласно данным Бюро переписи населения США площадь округа Коссут составляет 2520 км².

### Основные шоссе
- Шоссе 18
- Шоссе 169
- Автострада 9
- Автострада 15
- Автострада 17

### Соседние округа
- Мартин и Фэрибо, Миннесота (север)
- Уиннебейго (северо-восток)
- Ханкок (юго-восток)
- Гумбольдт (юг)
- Пало-Алто (юго-запад)
- Эммет (северо-запад)

## Демография
По данным переписи населения 2000 года в округе проживало 17 163 жителей. Среди них 22,9 % составляли дети до 18 лет, 21,1 % люди возрастом более 65 лет. 50,6 % населения составляли женщины.
Национальный состав был следующим: 98,7 % белых, 0,2 % афроамериканцев, 0,2 % представителей коренных народов, 0,4 % азиатов, 1,5 % латиноамериканцев. 0,5 % населения являлись представителями двух или более рас.
Средний доход на душу населения в округе составлял $16598. 11,1 % населения имело доход ниже прожиточного минимума. Средний доход на домохозяйство составлял $46389.
Также 85,6 % взрослого населения имело законченное среднее образование, а 13,6 % имело высшее образование.